# Studenten Hockey Vereniging Tilburg
De Studenten Hockeyvereniging Tilburg (SHOT)  is een Nederlandse studentenhockeyclub uit Tilburg. Het initiatief voor de oprichting van de club kwam in het voorjaar van 1984 van enkele studenten. De eerste twee jaar werd de hockeyclub gesteund door stadgenoot Were Di en vanaf 1986 werd de club als volwaardig lid aangemerkt door de hockeybond. Officieel werd SHOT op 1 september 1986 opgericht toen het de statuten verkreeg. In 1988 hockeyden er al 4 heren- en 2 damesteams bij de club. In 2010 kreeg de club de beschikking over een semi-waterveld dat in seizoen 2019/20 vervangen is door een waterveld. In seizoen 2019/20 heeft SHOT 5 mannen- en 10 vrouwenteams die wedstrijden spelen.
De club is niet verbonden aan een studentenvereniging. Iedere student aan een HBO- of Universitaire instelling kan lid worden.
Heren 1 komt in het seizoen 2019/20 uit in de Tweede klasse en Dames 1 in de Derde klasse van de KNHB.